# Pont de Roderie
Le pont de Roderie est un pont situé sur la commune d'Aiguilhe, dans le département de la Haute-Loire, en France.

## Localisation
Il enjambe la Borne affluent de la Loire.

## Historique
Le pont date du XIVe siècle.
L'édifice est inscrit au titre des monuments historiques en 1926.